# Carl Wiethaus
Carl Theodor Gerhard Wiethaus (* 19. Februar 1809 in Hamm; † 18. Januar 1865 in Hohenlimburg) war ein deutscher Jurist und Mitglied der Frankfurter Nationalversammlung.

## Leben
Sein Vater war David Wiethaus, Landrat des Kreises Hamm. Carl Wiethaus war der Bruder des Politikers Julius Wiethaus. Er studierte zwischen 1827 und 1830 Rechtswissenschaften in Heidelberg und Berlin. Dort schloss er sich der Burschenschaft Alte Allemannia Heidelberg. Er war ab 1830 Justizkommissar, d. h. Rechtsanwalt am Untergericht in Hamm. Im Jahr 1838 hat er geheiratet. Zwischen 1839 und 1848 amtierte Wiethaus als Land- und Stadtrichter.
Bereits vor der Revolution von 1848 gehörte er einem politischen Komitee an, das sich unter anderem für eine frühe Einberufung des Vereinigten Landtages aussprach. Während der Märzrevolution war er Führer der Bürgerwehr in Hohenlimburg. Er wurde Abgeordneter in der Frankfurter Nationalversammlung für den Wahlkreis Iserlohn. Wiethaus gehörte keiner Fraktion an. Allerdings stand er dem linken Zentrum des Württemberger Hofes nahe. Er schied am 30. Oktober 1848 aus dem Parlament aus. Angesichts der wirtschaftlichen Not in seiner Herkunftsregion plädierte er im Parlament für die Ausdehnung des Zollvereins auf ganz Deutschland. Wegen seiner eher linken Haltung erreichte ihn Anfang Oktober 1848 ein von 200 Bürgern unterzeichnetes Protestschreiben aus Ergste, in dem er als Parteigänger von Robert Blum bezeichnet und zum Rücktritt aufgefordert wurde. Die Vorwürfe wies Wiethaus zurück und gab an, ohnehin zurücktreten zu wollen. Sein Nachfolger wurde Carl Overweg. Das Misstrauen gegen Wiethaus ging von einer Minderheit aus, die Mehrheit der Wähler stand hinter ihm. Nach seiner Rückkehr wurde er mit einer Parade und einem Fackelzug empfangen. 
Wiethaus wurde nach der Zerschlagung des Iserlohner Aufstandes 1849 wegen seiner Mitgliedschaft im Sicherheitsausschuss von Hohenlimburg verhaftet und angeklagt. Angeblich sollten er und weitere Angeklagte Kanonen vom Limburger Schloss nach Iserlohn geschafft haben. Im Jahr 1859 wurde er vom Schwurgericht in Wesel freigesprochen, nachdem zuvor schon ein Gericht in Iserlohn den Haftbefehl gegen ihn wegen fehlender Beweise außer Vollzug gesetzt hatte.
Nach der Revolution war er bis 1863 Kreisgerichtsrat und von 1863 bis 1865 Kreisgerichtsdirektor in Hohenlimburg.